# Bernetz (canton)
Pour les articles homonymes, voir Bernetz.
Bernetz est un canton canadien du Québec situé dans la municipalité régionale de comté de l'Abitibi dans la région administrative de l'Abitibi-Témiscamingue. Il fut proclamé officiellement le 7 décembre 1916. Il couvre une superficie de ?hectares.
Le territoire de ce canton est entièrement boisé.

## Toponymie
Le terme "Bernetz" est aussi attribué à un lac et une rivière. Le nom du canton évoque l'œuvre de vie du chevalier Bernetz, commandant du second bataillon du régiment Royal-Roussillon de l'armée de Montcalm, en 1755, et membre du conseil de guerre, tenu le 15 septembre 1759 à Québec,.